# Garrison (Minnesota)
Garrison é uma cidade localizada no estado americano de Minnesota, no Condado de Crow Wing.

## Demografia
Segundo o censo americano de 2000, a sua população era de 213 habitantes.
Em 2006, foi estimada uma população de 217, um aumento de 4 (1.9%).

## Geografia
De acordo com o United States Census Bureau tem uma área de
2,8 km², dos quais 2,8 km² cobertos por terra e 0,0 km² cobertos por água.

## Localidades na vizinhança
O diagrama seguinte representa as localidades num raio de 28 km ao redor de Garrison.